# Alphonse Despine (1818-1872)
Pour les articles homonymes, voir Despine.
Alphonse Despine, né le 2 avril 1818 à Annecy et mort le 2 janvier 1872 dans cette même ville, est un avocat du XIXe siècle d'origine savoyarde, issu de la famille Despine (d'Espine).

## Biographie
Joseph-Louis-Alphonse Despine naît le 2 avril 1818, à Annecy,. Le duché de Savoie est revenu au royaume de Sardaigne depuis deux années. Il est un fils cadet du docteur Antoine Despine (1777-1852) et de Suzanne-Péronne Révillod (1784–1862),. Il a trois sœurs et quatre frères, dont Constant (1807—1873), médecin et successeur de leur père aux thermes et au titre de baron, et Félix Despine (1819—1883), haut fonctionnaire.
L'abbé Morand le considère comme l'auteur du rameau d'Annecy, de la famille Despine.
Après des études classiques, il part faire son droit à Turin où il obtient son doctorat en 1839. Il devient avocat,. Il est professeur de Droit à Annecy,. Il est fait chevalier des SS-Maurice-et-Lazare, en 1863. En 1865, il est fait officier d'Académie.
Auteur de plusieurs « écrits littéraires et scientifiques », il est élu membre Correspondant de l'Académie des sciences, belles-lettres et arts de Savoie, le 14 août 1862. Il est également membre de l'Académie florimontane. Il est par ailleurs membre Correspondant pour la Savoie du Comité des travaux historiques et scientifiques (1861-1872).
Alphonse Despine meurt le 2 janvier 1872, à Annecy,.

## Distinctions
- Officier d'académie

## Famille
Alphonse Despine épouse le 29 avril 1850 Joséphine Camille Dupraz († 1881),,. Ils ont trois enfants :
1. François-Antoine-Marie-Joseph (8 décembre 1851 à Annecy — 2 décembre 1920), célibataire, sans postérité ;
2. Jean-Baptiste-Joseph (31 août 1853 à Annecy — 1880), célibataire, sans postérité ;
3. Marie-Péronne-Joséphine-Camille (12 avril 1855 à Annecy — 23 août 1930 à Pringy). ∞ le 14 janvier 1874 Jean Aussedat[1], fabricant de papier à Annecy (Papeteries Aussedat).

## Publications
Plusieurs publications dans la Revue savoisienne (1865-1869)
- Observations sur les grêles tombées en 1840 ... Etats de Terreferme (1844).
- Notice historique sur Menthon-les-Bains et ses thermes (1865).
- avec  Eloi Serand, Saint François de Sales, ses reliques sous la Terreur et Annecy, Burdet (Charles), Annecy, 1865, 166 pages.
- Relations des fêtes commémoratives de la canonisation de Saint-François-de-Sales 19-29 avril 1865, Burdet (Charles), Annecy, 1865, 105 pages.

### Fonds d'archives
- Série : Archives de la famille de Garbillon-Despine (XVIIIe siècle-1904). Fonds : Papiers personnels de Joseph Despine et des membres de sa famille (1792-1859); Cote : 11 J 103-623. Annecy : Archives départementales de la Haute-Savoie (présentation en ligne).
- Robert Gabion, Répertoire numérique détaillé du fonds Garbillon-Despine, vol. Sous-série 11 J, Annecy, Archives départementales de la Haute-Savoie, 1981, 438 p. .